# 2016 في باربادوس
فيما يلي قوائم الأحداث التي وقعت خلال عام 2016 في باربادوس.

## رياضة
- 1 يناير – باربادوس في الألعاب الأولمبية الصيفية 2016

## موسيقى

### ألبومات
من الألبومات التي صدرت هذه السنة في باربادوس:
- 28 يناير – أنتاي من غناء ريانا.

## وفيات

### يونيو
- 26 يونيو – أوستن كلارك (مواليد 1934) كاتب كندي.